# Kujava (ort)
Kujava är en ort i Montenegro. Den ligger i den centrala delen av landet. Kujava ligger 98 meter över havet och antalet invånare är 127.
Terrängen runt Kujava är bergig åt nordost, men åt sydväst är den kuperad. Kujava ligger nere i en dal. Närmaste större samhälle är Danilovgrad, 10,0 km sydost om Kujava. Omgivningarna runt Kujava är en mosaik av jordbruksmark och naturlig växtlighet.